# Złoty de Cracovie
Pour les articles homonymes, voir Złoty polonais et Zloty (homonymie).

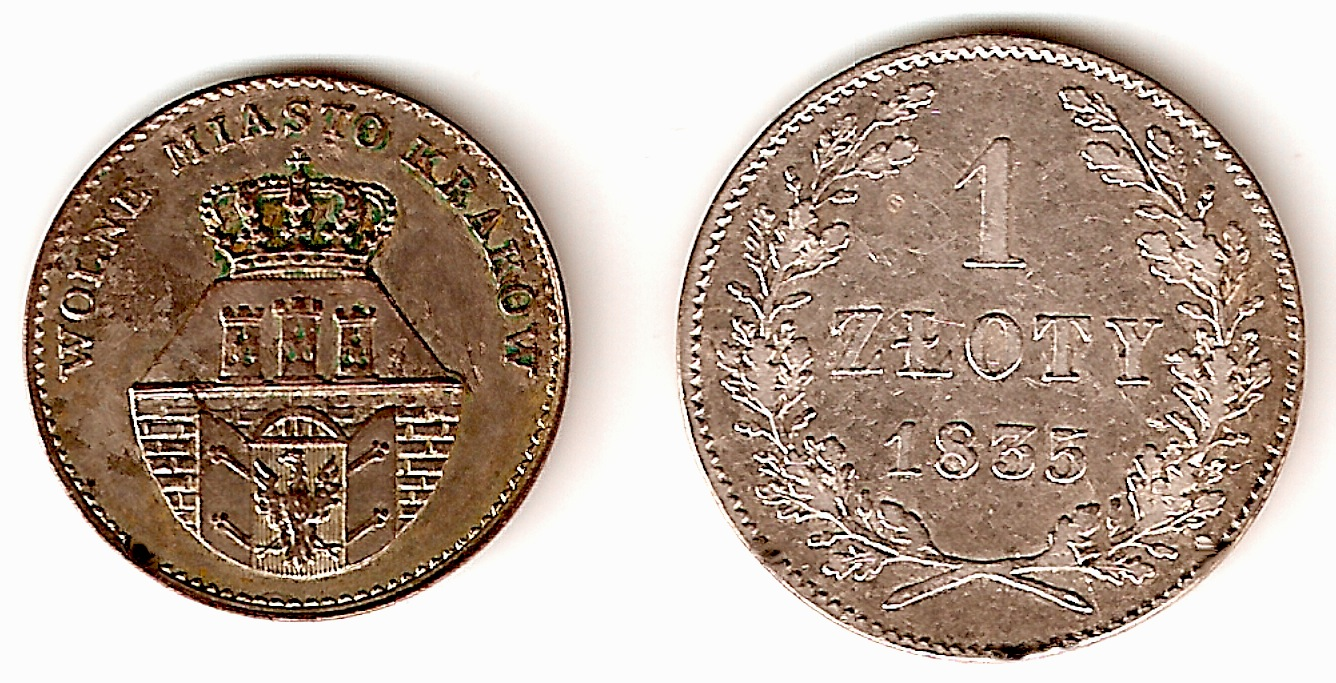
Pièce de 5 groszy de Cracovie et 1 złoty de Cracovie, 1835

Le złoty de Cracovie fut de 1835 à 1847 l'unité monétaire officielle de la Ville libre de Cracovie. Après l'occupation de la Ville libre de Cracovie par les Autrichiens en 1846, le złoty de Cracovie a été remplacé par le florin austro-hongrois en 1847.
Les pièces de monnaie liées au złoty de Cracovie comprenaient :
- 5 groszy (1835, argent, masse 1.45 g)
- 10 groszy (1835, argent, masse 2.90 g)
- 1 złoty (1835, argent, masse 3.20 g).